# Văi
Văi falu Romániában, Fehér megyében.

## Fekvése
Nagylupsa közelében, Muska) mellett fekvő település.

## Története
Văi korábban Muska része volt, 1956 körül vált külön 267 lakossal.
1966-ban 192 román lakosa volt. 1977-ben 195 lakosából 194 román, 1 ukrán, 1992-ben 168 lakosából 16 román, 1 ukrán, a 2002-es népszámláláskor pedig 151 román lakosa volt.